# Wasserkraftwerk Guadalupe III
Das Wasserkraftwerk Guadalupe III (span. Central hidroeléctrica Guadalupe III) befindet sich am rechten Flussufer des Río Guadalupe, einem linken Nebenfluss des Río Porce, im zentralen Norden Kolumbiens. Das Kraftwerk befindet sich in der kolumbianischen Zentralkordillere 70 km nordnordöstlich der Großstadt Medellín im Departamento de Antioquia auf einer Höhe von etwa 1140 m.
Das Wasser wird an einem Wehr (⊙) oberhalb des Wasserfalls Salto de Guadalupe abgeleitet. 2 km oberhalb des Wehrs befindet sich das Wasserkraftwerk Troneras am Fuße der Talsperre Troneras. Zwei etwa 650 m lange Druckleitungen führen das Wasser zu den sechs Kraftwerkseinheiten von Guadalupe III. Jede Einheit verfügt über eine vertikal gerichtete Pelton-Turbine mit einer Leistung von 45 MW. Die installierte Gesamtleistung beträgt somit 270 MW. Die ersten beiden Einheiten gingen 1962 in Betrieb, zwei weitere folgten 1965 sowie die letzten beiden im Jahr 1966. Die durchschnittliche Jahresenergieproduktion liegt bei 1617 GWh. Unterhalb des Kraftwerks gelangt das Wasser in ein Ausgleichsbecken, von welchem das Wasser direkt zum flussabwärts gelegenen Wasserkraftwerk Guadalupe IV geleitet wird.